# کامارونس (شیلی)
کامارونس (به اسپانیایی: Camarones) یک شهرستان در شیلی است که در استان آریکا واقع شده‌است. کامارونس ۳٬۹۲۷٫۰ کیلومتر مربع مساحت و ۶۰۶ نفر جمعیت دارد و ۹۳۲ متر بالاتر از سطح دریا واقع شده‌است.